# Atall (obstrucció)

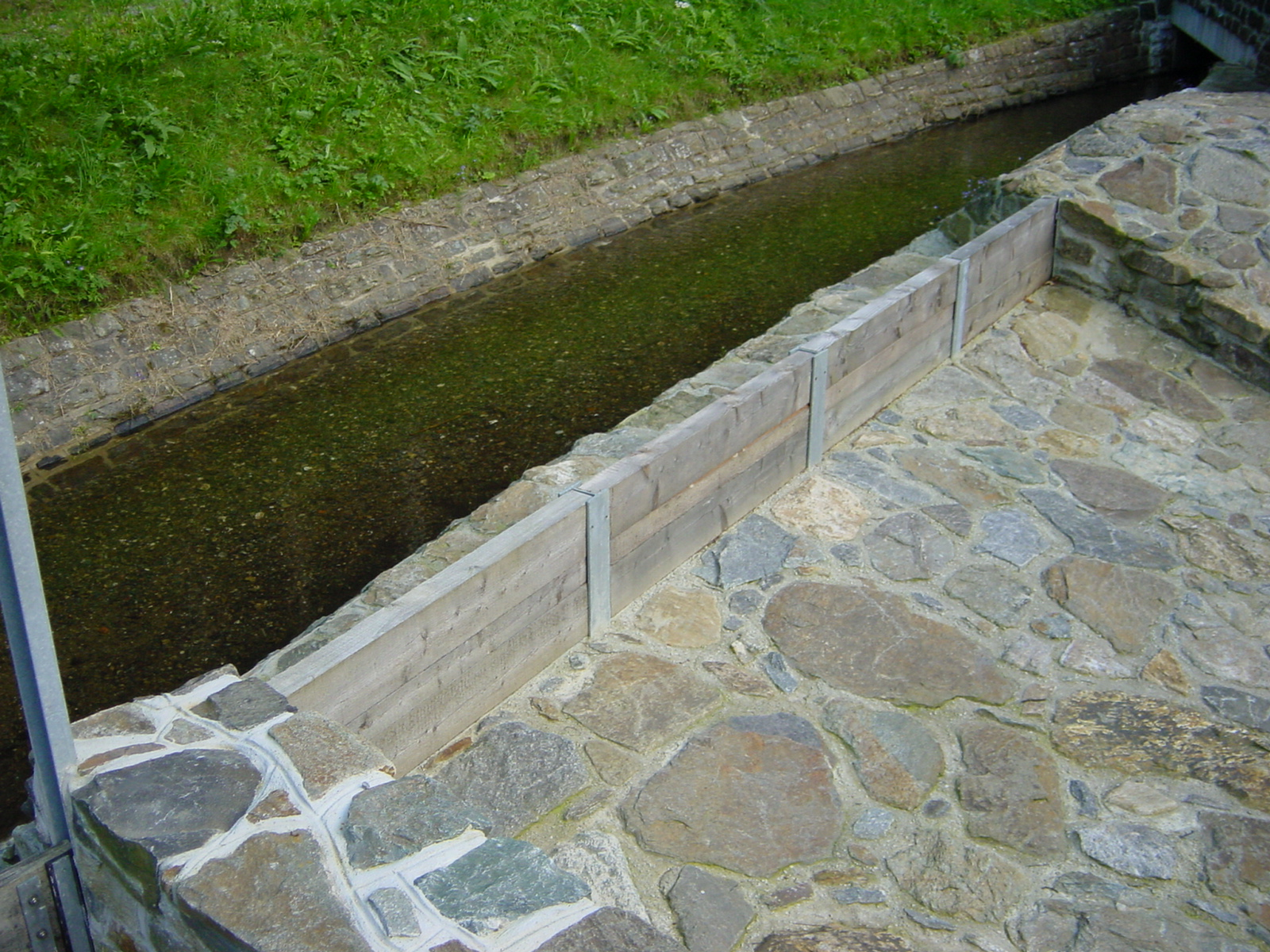
Petit atall de fusta.

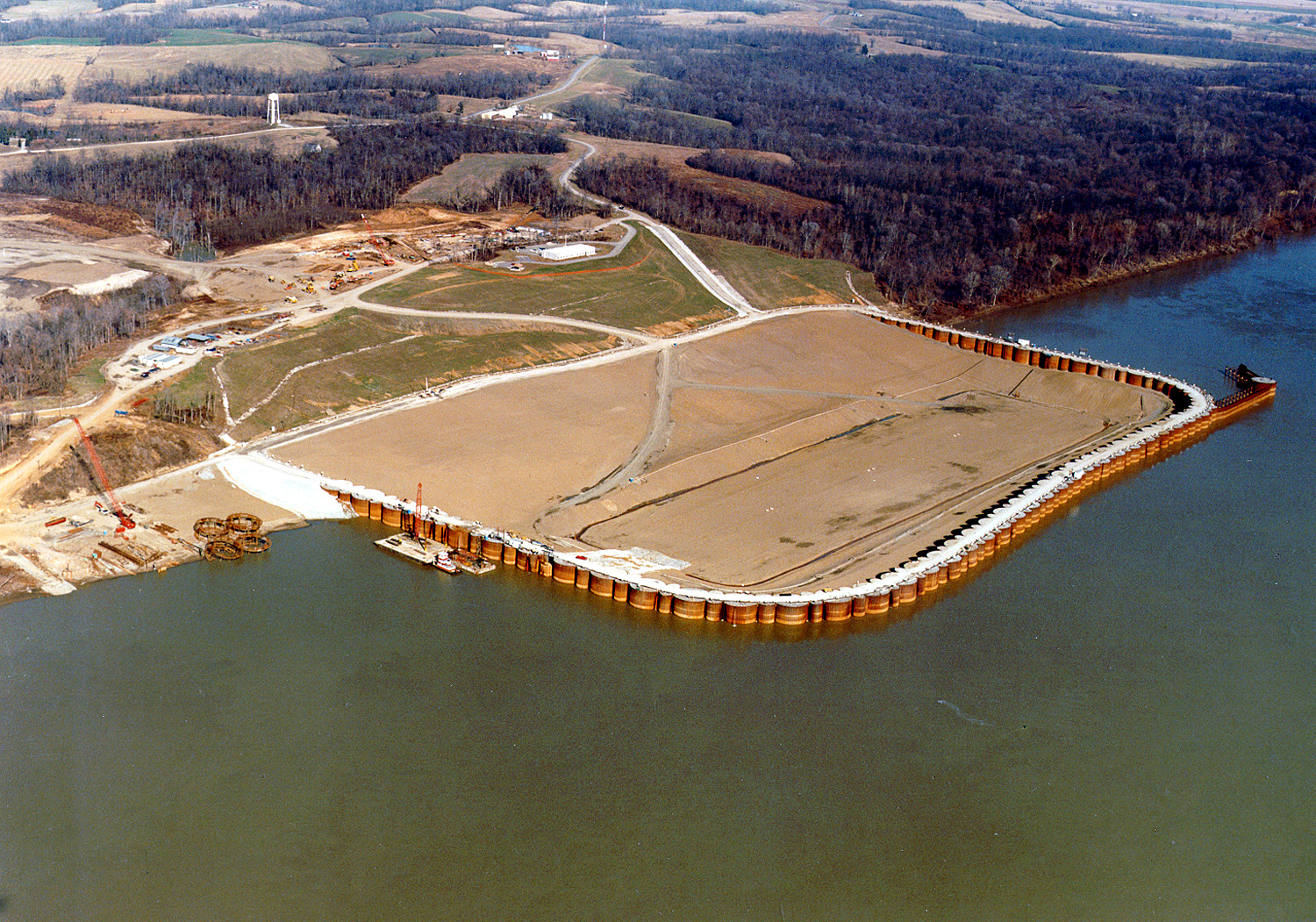
Un atall en el riu Ohio prop de Olmsted, Illinois, instal·lat amb el propòsit de construir la presa d'Olmsted.

En enginyeria civil, un atall és un element, generalment temporal, emprat per tal de canalitzar fluxos d'aigua. El seu ús és comú quan es realitzen obres d'infraestructura en llits dels rius, i sorgeix la necessitat de desviar el flux d'aigua, per aconseguir una àrea de treball seca.

## Atall de terra
Els atalls de terra consisteixen en petites preses de terra compactada, confinades amb algun tipus d'encofrat i amb ànima d'un material impermeable. En els grans atalls de terra, el material impermeable pot ser un estrat argilenc, per raó de les propietats impermeables d'aquest tipus d'estrat.